# Sebastiano Caboto

Mapa świata Sebastiana Cabota (1544)

Sebastiano Caboto także Sebastiano Gaboto lub ang. Sebastian Cabot  (ur. ok. 1476 lub ok. 1484 w Wenecji, zm. ok. 1557 w Londynie) – włoski żeglarz, kartograf i odkrywca w służbie angielskiej i hiszpańskiej, syn odkrywcy Johna Cabota (1450–1499).

## Życiorys
Sebastian Cabot był synem włoskiego odkrywcy w służbie angielskiej Johna Cabota (1450–1499) . Różne źródła podają różne daty urodzenia Sebastiana Cabota – zarówno Encyclopedia Britannica jak i Encyklopedia PWN podają, że urodził się ok. 1476 roku  , natomiast inne m.in. Dictionary of Canadian Biography, podają lata 80. XV wieku – ok. 1484 roku . Miejscem jego narodzin była prawdopodobnie Wenecja. W 1495 roku wyjechał wraz z ojcem do Anglii .
Niewiele wiadomo na temat jego młodości, a informacje o jego późniejszym życiu podawane są w wątpliwość z uwagi na to, że pochodzą one z jego własnych relacji, które stawiały jego samego na pierwszym planie.
Według własnej relacji opublikowanej w legendzie swojej mapy z 1544 roku Sebastian miał uczestniczyć w wyprawie ojca z 1497 roku . John Cabot jako pierwszy udał się na poszukiwania alternatywnego szlaku do Azji i w 1497 roku dopłynął do wybrzeży Labradoru albo do Cape Breton (miejsce lądowania Cabota nie jest jednoznacznie zidentyfikowane), będąc przekonanym, że dopłynął do Azji. Podczas gdy Dictionary of Canadian Biography podaje, że nie ma dowodów na udział Sebastiana w wyprawach ojca , to Encyklopedia PWN podaje, że Sebastian towarzyszył ojcu podczas drugiej wyprawy w 1498 roku . Własne relacje Sebastiana Cabota doprowadziły do przekonania, że to on dowodził wyprawami w 1497 i 1498 roku . Jeszcze w XIX wieku uważano, że to raczej Sebastian Cabot odkrył Amerykę Północną. Dalton (2016) relacjonuje, że poszukiwania dowodów na wyprawy prowadzone przez Sebastiana Cabota w archiwach angielskich nie przyniosły rezultatu, natomiast dokumenty w archiwach weneckich i mediolańskich wskazywały na ekspedycje Johna Cabota. Amerykański historyk specjalizujący się historii odkrycia Ameryki Henry Harrisse (1829–1910) potępił w 1896 roku Sebastiana Cabota jako kłamcę i oszusta .
W 1505 roku król Anglii Henryk VII Tudor (1457–1509) przyznał Sebastianowi roczną rentę w uznaniu jego służby w Bristolu . Jego wyprawa z 1508/1509 roku w poszukiwaniu drogi do Chin na północ od Labradoru nie jest dobrze udokumentowana, a informacje o podróży pochodzą z jego własnych relacji. Wybór trasy na północy sugeruje, że poszukiwał Przejścia Północno-Zachodniego. Sebastian Cabot – według relacji własnej – dotarł na wody współczesnej Arktyki – do Cieśniny Davisa, Cieśniny Hudsona i Zatoki Hudsona.
W 1512 roku Cabot na zlecenie króla Henryka VIII (1491–1547) sporządzał mapy podczas wyprawy armii angielskiej, by wesprzeć króla Ferdynanda Aragońskiego (1452–1516) w walce z Francją .
Henryk VIII zaprzestał finansowania wypraw do Ameryki Północnej, a Cabot zdecydował się wstąpić do służby hiszpańskiej, gdzie otrzymał stopień kapitana . W 1516 roku miał poprowadzić ekspedycję hiszpańską, która jednak została odwołana po śmierci Ferdynanda Aragońskiego . W 1518 roku został mianowany głównym pilotem odpowiedzialnym za wykształcenie, licencjonowanie i wyposażenie wszystkich pilotów. Na stanowisku tym zastąpił hiszpańskiego nawigatora Juana Díaz de Solís (1470–1516) .
Na początku lat 20. XVI w. Cabot szukał wsparcia dla kolejnej wyprawy do Nowej Fundlandii u Henryka VII. Król, Thomas Wolsey (1471/1474–1530) i rada królewska poparli projekt, który wsparli również kupcy z Bristolu. Jednak wobec braku zaangażowania kupców londyńskich, wsparcie okazało się niewystarczające i Cabot wrócił do Hiszpanii.
W 1526 roku Cabot został kapitanem hiszpańskiej wyprawy do Indii szlakiem wokół Ameryki Południowej . W ekspedycji popłynęły cztery statki z 200 uczestnikami . Z uwagi na relacje o bogactwach Ameryki Południowej, Cabot zmienił kurs wyprawy pomimo buntu innych uczestników i wpłynął na rzekę La Platę . Przy ujściu San Salvador do Urugwaju założył fort San Salvador . Poszukiwał złota w regionie Parany, Río Carcarañá i Paragwaju . Nad Río Carcarañá założył fort Sancti Spiritus . Zimę 1528–1529 spędził w San Salvador, a wiosną kolejnego roku udał się do Sancti Spiritus, który został wcześniej zdobyty przez Indian . Cabot podjął decyzję o powrocie i przybył do Sewilli latem 1530 roku .
Wobec niepowodzenia wyprawy Cabot został pociągnięty do odpowiedzialności i skazany na zesłanie do Afryki . Kary nigdy jednak nie odbył, a od 1532 roku ponowie wykonywał obowiązki głównego pilota . Cabot cieszył się przychylnością władcy, któremu zdał relację z pobytu w Ameryce Południowej i zaproponował kolejną ekspedycję .
W 1544 roku ukazała się mapa świata przypisywana Cabotowi, która przechowywana jest w zbiorach Biblioteki Narodowej Francji .
W 1551 roku Cabot stanął na czele angielskiej Company of Merchant Adventurers (późniejszej Kompanii Moskiewskiej (ang. Muscovy Company)), kompanii powstałej z inicjatywy kupców zainteresowanych znalezieniem Przejścia Północno-Wschodniego. W 1553 roku kompania sfinansowała pierwszą wyprawę angielską w poszukiwaniu szlaku do Azji na północnym wschodzie.  
Cabot zmarł w Londynie w 1557 roku .